# Жилбер Вернам
Жилбер Вернам (3. април 1890 - 7. фебруар 1960) био је дипломац „Политехничког института у Вустеру” 1914. и инжењер АТ&Т-а, који је 1917. изумео додатак за алфабетске шифре замене, а затим је постао и ко-проналазач аутоматизованог шифровања једнократним кључем (One-time Pad - OTP). Вернам је предложио увођење телепринтерског шифровања у коме би се претходно припремљен кључ, чуван на папирној траци, комбиновао са карактерима отвореног текста поруке, да би се добио шифрат. Вернам је касније радио за „Поштанску телеграфску компанију” (Postal Telegraph Company), након што је „Вестерн Унион” (Western Union) преузео ту компанију 1943. године, постаје њихов запослени. Његов каснији рад се углавном односио на аутоматизоване телеграфске системе.

## Вернамов патент
Комбинована функција коју је Вернам патентирао 22. јула 1919. године, је операција искључиве дисјункције, која се примењује на појединачним импулсима или битовима да би се шифровали карактери у Баудовом коду. Вернам није користио израз искључива дисјункција (ЕКСИЛИ) у свом патенту, али је имплементирао ту операцију у раду релеја. У примеру који је Вернам дао, отворени текст је карактер А, који се шифрује као „++---” у Баудовом коду, док је кључ карактер Б, шифрован као „+--++”.  Резултујући шифрат био био карактер Г, представљен као „-+-++”. Комбиновањем карактера Г са карактером кључа Б, добио би се резултат „++---”, који представља почетни отворени текст А. Америчка Национална сигурносна агенција је назвала овај патент као "вероватно један од најважнијих у историји криптографије".

## Једнократна шифра
Недуго након објављивања патента, Џозеф Мауборгн, у то време капетан америчке војске у бригади везе, предложио је да кључ, чуван на папирној траци, садржи и насумичне информације. Те две идеје, када се комбинују, представљају облик аутоматске једнократне шифре, иако ниједан од њих није тада користио тај назив.
Клод Шенон, такође запослен у то време у Белovim лабораторијама као и Вернон, доказао је да једнократну шифру, прописно примењену, није могуће разбити. Истраживањње је обавио током другог светског рата, а касније и објавио октобра 1949. године. Такође је доказао да сваки систем за који се сматра да није могуће разбити и дешифровати, мора да поседује исте карактеристике као и једнократна шифра: кључ за шифровање мора бити истински насумичан, исте величине као и отворени текст, да се никад поново не користи у целини или делимично, и да остане тајан.

## Вернамова шифра
У модерној терминологији, Вернамова шифра је секвенцијални начин шифровања на основу симетричног алгоритма. Отворени текст који се шифрује комбинује се са насумичним или псеудонасумичним подацима исте дужине, да би се генерисао шифровани текст, коришћењем логичке ЕКСИЛИ (XOR) функције. Симбол за ознаку функције је ⊕  и може се представити помоћу следеће таблице истинитости, где + представља тачну вредност, док - представља нетачну.
| A | B | A ⊕ B |
| − | − | −     |
| − | + | +     |
| + | − | +     |
| + | + | −     |

Вернамова шифра је реципрочна, што значи да се исти низ података користи како за шифровање отвореног текста, тако и за дешифровање шифрата:
Отворени текст ⊕ Кључ = Шифрат
такође:
Шифрат ⊕ Кључ = Отворени текст
Ако је низ података који се користи као кључ стварно насумичан, онда се добија ефекат једнократне шифре. Псеудонасумични подаци који се користе морају настати од стране сигурног генератора случајних бројева да би шифра била ефективна. Један од примера Вернамове шифре који се уобичајено користи на Интернету је RC4.
Уколико се користи исти ток података за две поруке, ефекат шифровања се може елиминисати, чиме се добијају два отворена текста над којима је извршена функција искључиве дисјункције. Овакав текст се може одвојити коришћењем лингвистичких техника криптоанализе.
Шифрат1 ⊕ Шифрат2 = Отворени текст1 ⊕ Отворени текст2
Грешка оператора ове врсте је омогућила криптоанализу Лоренцове шифре од стране Британаца током Другог светског рата. Бил Тат је установио на који начин се низ података генерише, што му је омогућило да дешифрује и прочита велику количину порука немачке Врховне команде, иако никада није видео Лоренцову машину.